# Grifón de pelo duro

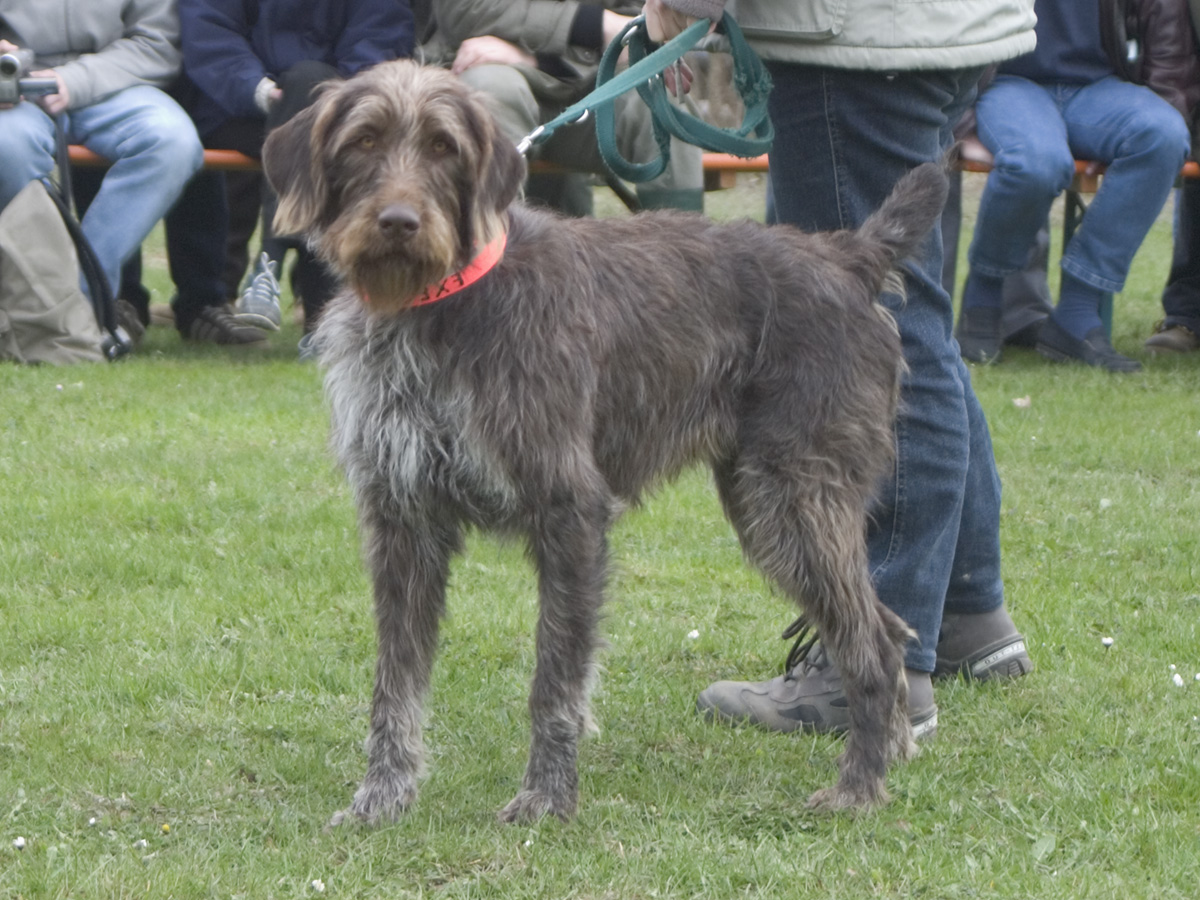
Stichelhaar alemán

Un Stichelhaar o Grifón de pelo duro es un perro de caza versátil originario de Fráncfort del Meno, Alemania.
Se trata de un cruce entre los perros pastores alemanes y los «standing dogs» de pelo duro, aunque no se conoce más información sobre sus orígenes. Esta raza se desarrolla desde el inicio del siglo XX.

## Apariencia
El Stichelhaar es un perro de tamaño medio con un peso de casi 20kg. .

## Personalidad
Los Stichelhaars son duros y muy dominantes, muy agresivos hacia los extraños y aceptan tan solo a un dueño. Esta raza no es popular precisamente por su tendencia a morder, siendo perros que prefieren el aire libre.